# 唐一岑
唐一岑（？—1554年），字維高，一字維嵩，广西临桂人，明朝官员。

## 生平
嘉靖三十二年（1553年）以举人荐任直隸崇明县知县，当时县治新迁，土城方筑，倭寇犯境，唐一岑率军民抵抗，击退来敌。次年五月，倭寇又至，千户高才引寇入城，唐一岑率众巷战，以身殉职。为彰表其功，世宗敕赠光禄寺丞，于平洋沙旧城西南隅筑墓、建祠。
其墓于清雍正九年（1731年）迁葬吴家沙蟠龙镇。1990年迁于城桥镇鳌山路苗圃东首。已列为上海市文物保护单位。

## 延伸阅读
[在维基数据编辑]
 《明史卷二百九十》，出自《明史》